# Tagulis
Tagulis là một chi nhện trong họ Thomisidae.